# Homoneura nigroantennata
Homoneura nigroantennata är en tvåvingeart som beskrevs av Mitsuhiro Sasakawa 2002. Homoneura nigroantennata ingår i släktet Homoneura och familjen lövflugor. Inga underarter finns listade i Catalogue of Life.